# ویلی وادل
ویلیام وادل (انگلیسی: Willie Waddell; ۷ مارس ۱۹۲۱ – ۱۴ اکتبر ۱۹۹۲) بازیکن فوتبال سابق و مربی فوتبال فعلی، اهل بریتانیا بود.
از باشگاه‌هایی که در آن بازی کرده‌است می‌توان به باشگاه فوتبال رنجرز اشاره کرد.
وی همچنین در تیم ملی فوتبال اسکاتلند بازی کرده‌است.